# Plymouth Model 30U
Plymouth Model 30U – samochód osobowy wyprodukowany pod amerykańską marką Plymouth w 1930 roku.

## Dane techniczne
- Pojemność: 3,2 litra
- Cylindry: 4
- Moc: 35 kW
- Typ silnika: dolnozaworowy
- Napęd: tylny